# Довга Пустош
До́вга Пустош — село в Україні, у Драбинівській сільській громаді Полтавського району Полтавської області. Населення становить 92 осіб. До 2017 орган місцевого самоврядування — Драбинівська сільська рада.

## Географія
Село Довга Пустош знаходиться на одному з витоків річки Маячка, вище за течією на відстані 1,5 км розташоване село Вовківка. Річка в цьому місці пересихає, на ній зроблена загата.

## Населення

### Мова
Розподіл населення за рідною мовою за даними перепису 2001 року:
| Мова       | Кількість | Відсоток |
| ---------- | --------- | -------- |
| українська | 89        | 96.74%   |
| російська  | 3         | 3.26%    |
| Усього     | 92        | 100%     |

## Історія
12 червня 2020 року, відповідно до розпорядження Кабінету Міністрів України № 721-р «Про визначення адміністративних центрів та затвердження територій територіальних громад Полтавської області», село увійшло до складу Драбинівської сільської громади[1].
19 липня 2020 року, в результаті адміністративно - територіальної реформи та ліквідації  Новосанжарського району, село увійшло до складу новоутвореного Полтавського району[2].